# Gerpinnes
Gerpinnes (en való Djerpene) és un municipi de Valònia localitzat a la província belga d'Hainaut. L'1 de gener de 2008 la població era de 12.033 habitants, el 2007, era de 12.064 i l'1 de gener de 2006, era de 12.030. L'àrea total és de 47.10 km², donant una densitat de població de 255 habitants per km².
Cada any a pentecosta, una llarga processó organitzada en honor de Sant Rolendis (Sainte Rolende). Els participants es vesteixen com soldats napoleònics i caminen uns 40 km per tot el municipi.

## Situació
Situat a la província d'Hainaut, a 12 km al sud de Charleroi, el municipi de Gerpinnes té una altitud mitjana de 190 m i presenta una superfície total de 47,88 km². L'entitat de Gerpinnes és composta de diferents pobles i llogarets.

### Seccions de la comuna
Acoz, Gerpinnes, Gougnies, Joncret, Loverval i Villers-Poterie.
Llogarrets:
- Fromiée
- Hymiée
- Les Flaches